# Bulak Çayı
La rivière de Bulak (Bulak Çayı, Berçin Çayı, Öz Çayı) est un cours d'eau de Turquie, coupé par le barrage d'Akyar. Bulak est un village du district de Kızılcahamam dans la province d'Ankara.